# Zauberspruch
Ein Zauberspruch oder eine Zauberformel ist eine Folge von Worten, die im Rahmen einer magischen Operation gebraucht werden sollen.
Hierzu können der Name des beschworenen Geistwesens (zum Beispiel einer Gottheit oder eines Dämons), die Beschreibung der gewünschten Wirkung, aber auch unverständliche Zauberworte ohne eigentlichen Sinn wie Abrakadabra gehören.
Zaubersprüche sind der Verbalmagie zuzuordnen. Eine exakte Abgrenzung des Zauberspruchs zum Gebet oder Segen ist nicht möglich.
Zauberformeln sind schon aus dem Altertum bekannt und gehören in der deutschen Literatur zu den ältesten Zeugnissen, beispielsweise die Merseburger Zaubersprüche (wahrscheinlich im 8. Jahrhundert entstanden). Die Grimoires (Zauberbücher) des Spätmittelalters und der frühen Neuzeit enthalten zahlreiche Zaubersprüche, die teilweise auf antike Quellen zurückgehen.

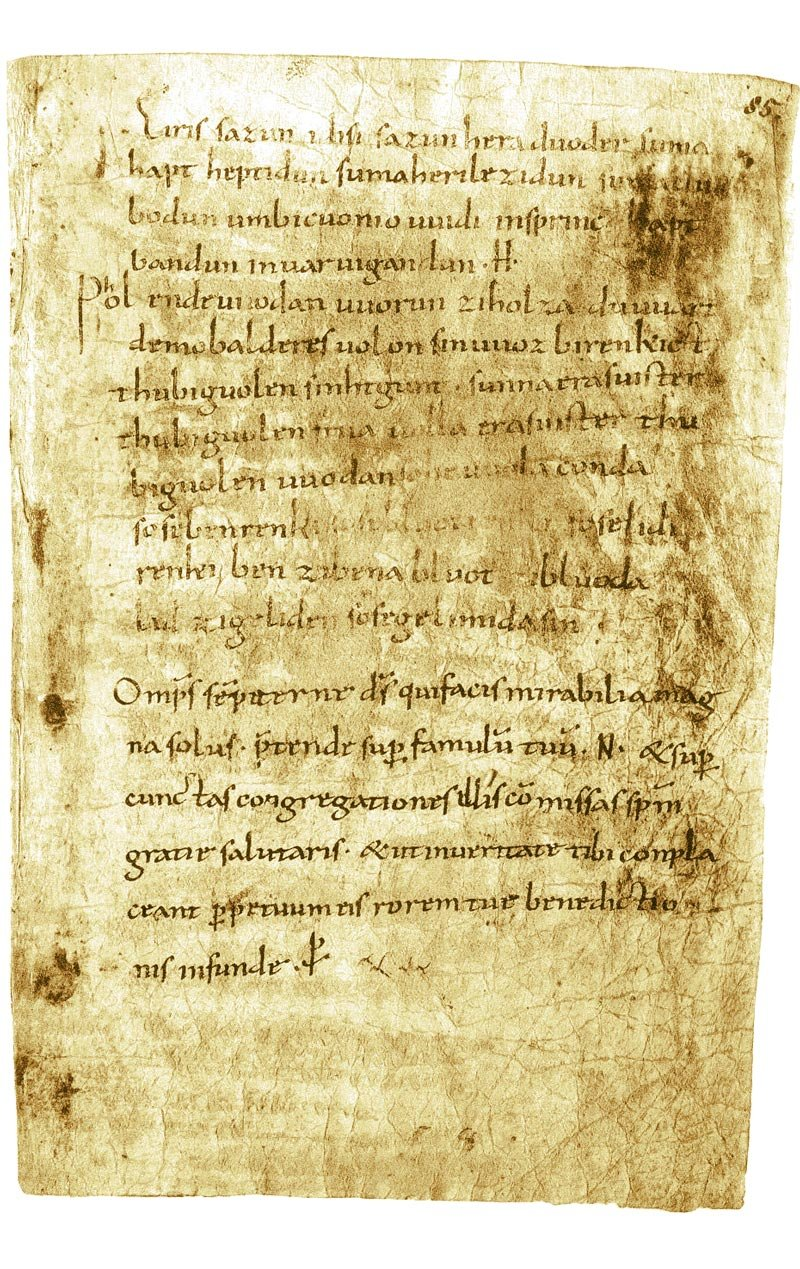
Die Merseburger Zaubersprüche

## Etymologie
Der Begriff Zauberspruch ist erstmals 1691 belegt. Als Begriffe für Zauber gibt es im Althochdeutschen die Worte zoupar, galdar und galstar (aus gemeingermanisch *galdra Zauberlied, Gesang, siehe Galster), karminōd (Gemurmel) und liod (Lied), im Mittelhochdeutschen galster, zouber, segen und als Komposita etwa zobersegen, zouberwort, zouberschrift.

## Geschichte
In der vorchristlichen, heidnisch-germanischen Frühzeit dienten Zaubersprüche dazu, „durch die Macht des gebundenen Wortes die magischen Kräfte, die sich der Mensch dienstbar machen will, nutzbar zu machen“. Je nach Art der Verletzung oder Erkrankung gab es spezifische Zaubersprüche oder Heilsprüche, so sind Blutsegen (bei Blutungen), Wundsegen (bei Verletzungen), aber auch Wurmsegen (nicht nur bei Wurmerkrankungen, sondern allgemein bei Schmerzen, deren Ursache man in wurmartigen Dämonen sah) belegt. Germanische (Merseburger) Zaubersprüche ähneln zudem altindischen Heilsprüchen.
Bei Krankheiten, denen eine dämonische Ursache zugrunde gelegt wurde, kamen Zaubersprüche als Teil eines Exorzismus zum Einsatz, um den jeweiligen Dämon zum Verlassen des Erkrankten zu bewegen. In einer im Kloster Tegernsee gefundenen Wurmbannung des 10. Jahrhunderts heißt es: „Geh heraus, Nesso [Wurm], mit neun kleinen Nesslein, aus dem Mark in die Ader, von der Ader in das Fleisch, vom Fleisch in das Fell …“.
Die im Mittelalter aufgezeichneten Zaubersprüche stammen zumindest konzeptionell aus antik-römischen, germanischen und von Mönchen und Mönchsärzten aufgetanen Quellen und sind häufig christlich geprägt oder beeinflusst.
Für diese mittelalterlichen Zaubertexte wurde eine Klassifikation nach formalen, inhaltlichen und funktionalen Kriterien in Beschwörungen und magischen Heilsegen bzw. Heilsprüchen erarbeitet. Die wesentlichen Strategien von
- Befehl an Dämonen,
- Analogie zwischen Welterschaffung, Wunder, hervorragendem historischen Ereignis und dem Heilungsversprechen für den Kranken sowie
- einer den Kranken fesselnden Erzählung (Historiola)

bieten einen Überblick auf die Variabilität der Texte.
In der modernen, darstellenden Zauberkunst dienen Zaubersprüche hauptsächlich zur Ablenkung des Publikums.

## Überlieferte Zaubersprüche
- ΑΣΚΙ(ΟΝ) ΚΑΤΑΣΚΙ(ΟΝ) ΛΙΞ ΤΕΤΡΑΞ ΔΑΜΝΑΜΕΝΕΥΣ ΑΙΣΙΟΝ (aski(on) kataski(on) lix tetrax damnameneus aision) ist ein sehr früher griechischer Zauberspruch, belegt seit dem 4. Jahrhundert v. Chr., der als Ephesia grammata („ephesische Buchstaben“) bekannt ist.

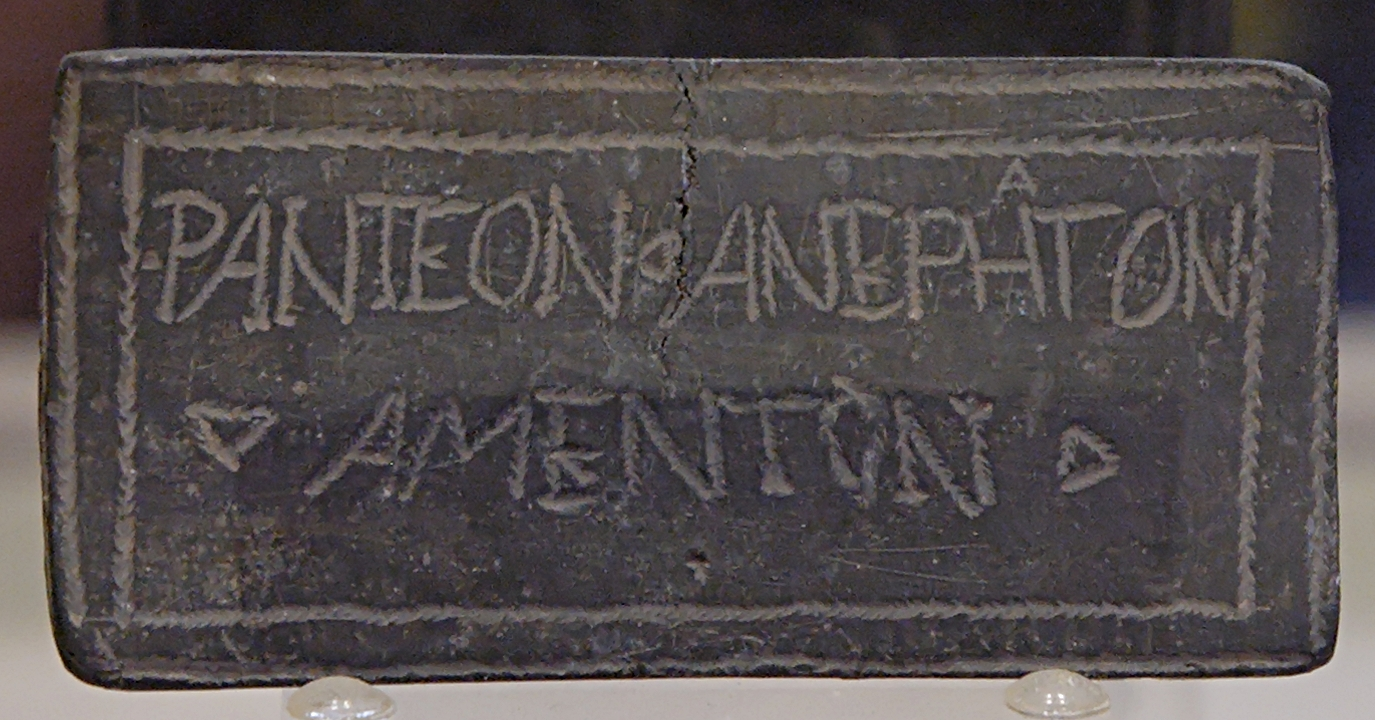
Magische Fluchtafel mit Zaubersprüchen (3.–4. Jh. n. Chr.)

- In den griechischen Zauberpapyri und auf den sogenannten Fluchtäfelchen finden sich zahlreiche Zauberformeln, sinnlose Buchstabenfolgen, Vokalwiederholungen, teilweise in geometrischer Anordnung, die als Voces magicae bezeichnet werden.

- Auch in der antiken Literatur finden sich Zaubersprüche, unter anderem bei Marcellus Empiricus, Pelagonius und Plinius dem Älteren. So gab Marcellus Empiricus in seiner Schrift De medicamentis als Zauberspruch gegen Bauchkneifen an: ADAM BEDAM ALAM BETUR ALAM BOTUM.[10]

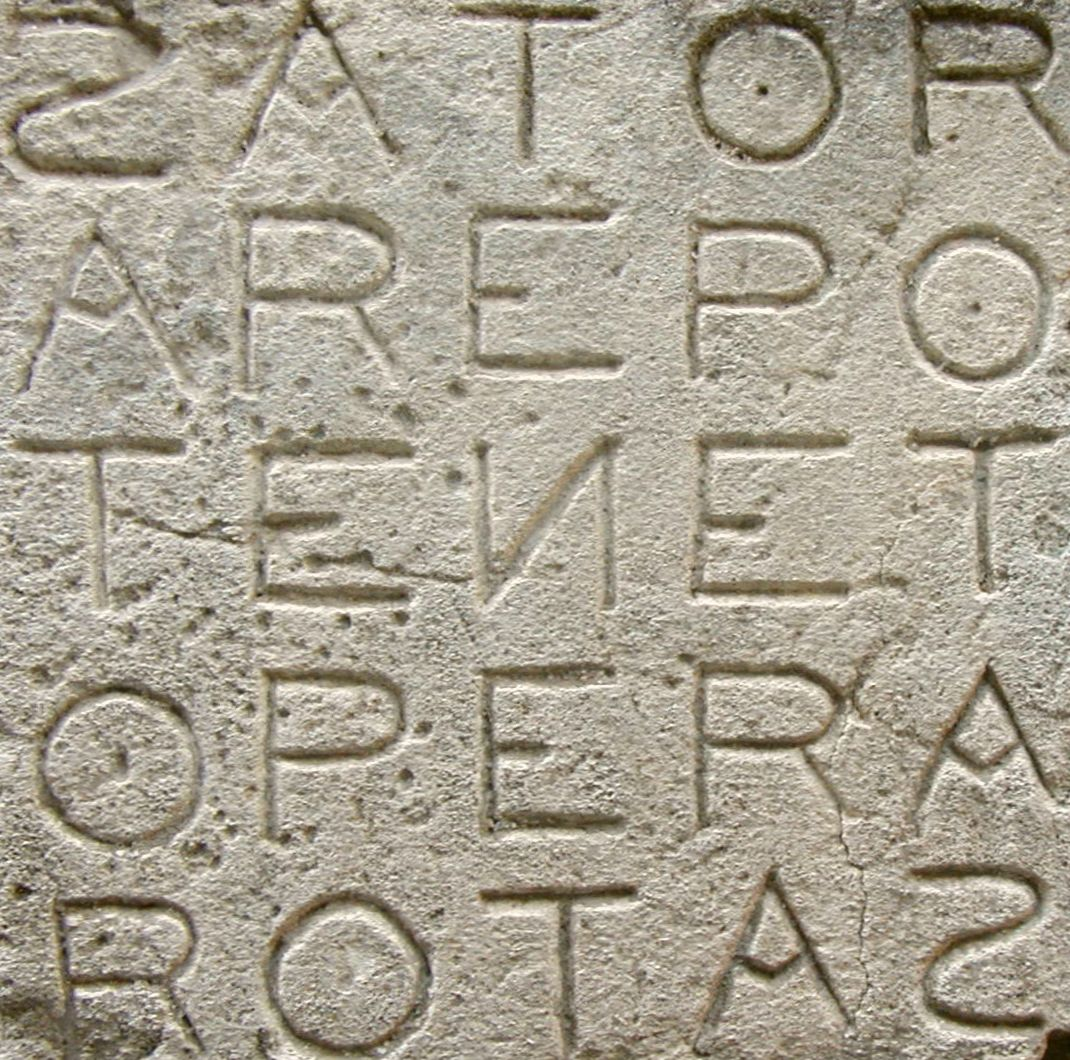
Die Formel des Sator-Quadrats

- SATOR AREPO TENET OPERA ROTAS ist ein Palindrom, untereinander geschrieben bildet es ein Magisches Quadrat. Inschriften finden sich ab dem ersten Jahrhundert.

- Abrakadabra erinnert an Abraxas und ist ein bereits aus dem 3. Jahrhundert bekanntes Zauberwort, das Unglück und Krankheit abwehren und gute Geister herbeirufen soll. Hebräisch bedeutet abra ke dabra „ich werde erschaffen, wie ich sprechen werde“. Bei Aleister Crowley ist ABRAHADABRA das Wort des Äons in seinem magischen System Thelema.

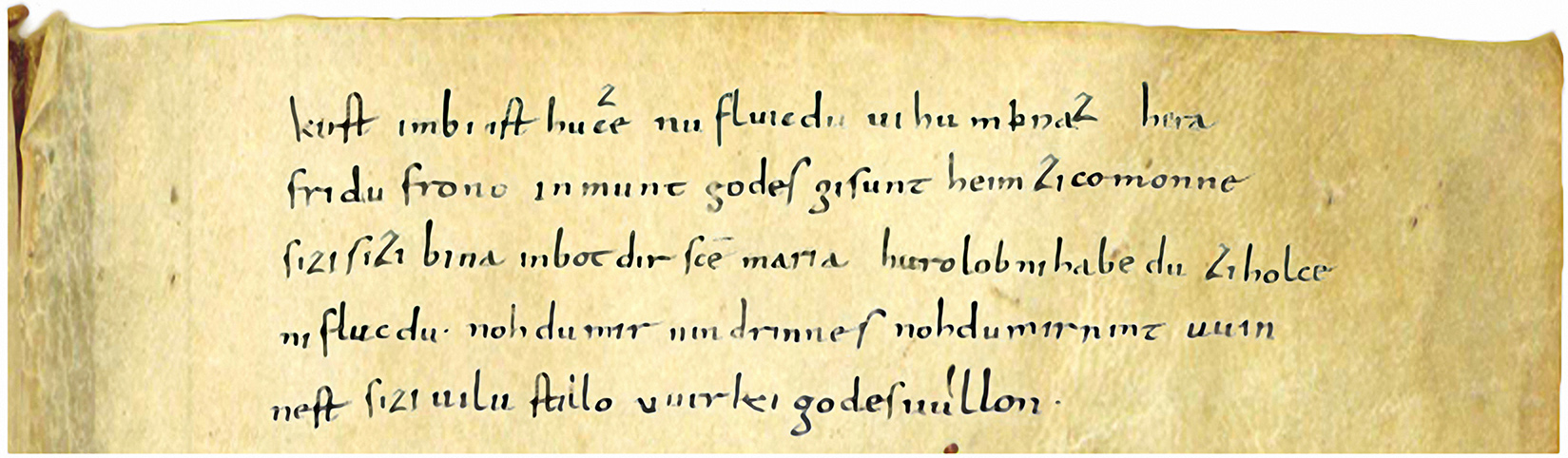
Der Lorscher Bienensegen, eine Zauberformel aus dem 10. Jh.

- Der Lorscher Bienensegen gehört zu den ältesten gereimten Dichtungen in deutscher Sprache. Der Spruch wurde im 10. Jahrhundert in althochdeutscher Sprache kopfüber an den Rand einer Seite der apokryphen Visio St. Pauli aus dem frühen 9. Jahrhundert geschrieben (heute Bibliotheca Vaticana: Pal. lat. 220, fol. 58r). Das Manuskript stammte ursprünglich aus dem Kloster Lorsch.

- Die Herkunft der Merseburger Zaubersprüche, die im 9.–10. Jahrhundert gefunden wurden, ist unbekannt. Sie entstammen einer theologischen Sammelhandschrift aus Merseburg, daher ihr Name. Inhaltlich geht es in den Sprüchen um die Befreiung eines Gefangenen und die Heilung einer Beinverletzung.

- Das magische Wort AGLA erscheint ab dem frühen Mittelalter in Inschriften und auf Amuletten. Einer Interpretation nach ist AGLA ein Notarikon, bestehend aus den Anfangsbuchstaben von ʾAtā gībōr ləʿōlām ʾĂḏōnāy (hebräisch אַתָּה גִּבּוֹר לְעוֹלָם אֲדֹנָי, „Du Gott bist allmächtig“) aus dem jüdischen Achtzehnbittengebet. Diese Interpretation erscheint jedoch erst wesentlich später als die inschriftlichen Belege.

- Für die Herkunft von Hokuspokus, belegt seit dem 17. Jahrhundert, gibt es verschiedene Theorien:
  - In den Einsetzungsworten der christlichen Liturgien (auch Wandlung von Brot und Wein in Leib und Blut Christi genannt) heißt es „Hoc est enim corpus meum“ (Das ist mein Leib). Man vermutet, dass bei den leise zu sprechenden Wandlungsworten das Latein des Priesters nicht verstanden wurde und so eine volkstümliche Verballhornung entstand: „Jetzt macht er wieder seinen Hokuspokus.“
  - Ein Taschenspieler wurde im England des 17. Jahrhunderts nach einem oft verwendeten (und nichts bedeutenden) Zauberspruch aus dem 16. Jahrhundert hax pax max deus adimax „Hocos pokos“ genannt. Die Herkunft dieses Zauberspruchs ist aber wahrscheinlich wieder auf die Einsetzungsworte zurückzuführen.

## Die Wirkung von Zaubersprüchen
Wirkungsfragen über historisch angewendete Zaubersprüche werden oft mit großer Skepsis oder geradezu mit Enthusiasmus behandelt. Deshalb sind die Bedingungen von Form und Inhalt des Textes und von der Situation, in der ein Zauberspruch – hier Heilzauberspruch und Beschwörung – angewandt wurde, jeweils genauer zu analysieren. Empirische Beobachtungen haben schlagkräftige Argumente für Kreislauf- und Gefäßwirkungen erbracht; Extremsituationen sind Voodoo-Bedingungen mit Todesfällen. Im Rahmen der Überlieferung im europäischen Raum wurden die Texte seit über 1000 Jahren teilweise geheim als wertvoller Tradierungsschatz betrachtet und im Hochmittelalter nachweislich auch von Ärzten herangezogen.
Seit 10–15 Jahren sind aufgrund bildgebender Verfahren (Magnetresonanztomographie MRT) und auf der Basis des EEGs (Elektroenzephalogramm) mit ereigniskorrelierten Potentialen (EKP) Kriterien erarbeitet worden, die auch für Gehirne vor 1000 Jahren postuliert werden müssen. Voraussetzung für exakte Folgerungen sind allerdings die Annahme einer Notfallsituation des Kranken mit hormonell gegebenem Erwartungsdruck zur Aufnahme der psychoperformativen Imagination und eine kulturkonforme Textgestaltung evtl. mit hypnoseartigen Praktiken durch Schamanen, Mönchsarzt oder Mediziner.
Als evidente Hirngewebsreaktionen liegen folgende Ergebnisse vor:
- Die Metaphorik der Benennung eines Übels als Dämon, z. B. bei der Beschwörung des Albtraums, wandelt Horror, Angst und Spannung in verhandelbare greifbare Elemente, indem sie per „Labeling Emotions“ das limbische System entlastet und das kognitiv arbeitende Stirnhirn rechts erregt.[14]
- Die in Zaubersprüche eingebauten Holzwegformeln (z. B. Adynata: „Gegen Kolik: Es steht ein Baum in Meeresmitte und da hängt ein Gefäß voll Gedärme, drei Jungfrauen gehen herum, zwei binden an, eine löst auf“ oder „Ich beschwöre euch, Dämonen, ihr sollt Steine fressen!“) lassen sich als Inkongruenzeffekt, d. h. als kognitives Überraschungspotential N400 mit EEG abgreifen.[15]
- Mit der Inszenierung therapeutischer Bilder und Wortfiguren, Regressionen und Erzählungen können zugleich kognitive und emotionale innere ‚Bibliotheken‘ zur Mobilisierung von Ressourcen angeregt werden. Dies ist in modernen symbolbezogenen Psychotherapien (Hypnotherapie, Katathymes Bilderleben, Psychodrama u. a.) als erfolgreich getestet.[16]
- Die Induzierung von Leidens- und Erlösungsformeln, besonders in mittelalterlichen Gebetsbeschwörungen, kann zu einer introversiven Katharsis mit Erregung der mittleren Gehirnstrukturen und zu Kreislaufveränderungen mit Wirkung auf das homöostatische Gleichgewicht ebenso beitragen wie die extroversive Katharsis mit befehlenden Dämonenbannungen für Erregung lateraler und frontaler Hirngebiete.[17]

Mit den hirnorganischen Evidenznachweisen, die neurolinguistisch eine Reaktion von Hirngewebe zeigen, kann allerdings eine jeweils wirklich nachhaltige therapeutische Wirkung für historische Spruchvermittlung immer nur als möglich, nicht als gesichert gelten.

## Zauberformeln in der Populärkultur
- Sesam, öffne Dich ist der Zauberspruch in der Geschichte Ali Baba und die vierzig Räuber, die erstmals in der Übersetzung des französischen Orientalisten Antoine Galland (1704–1708) als Teil der Sammlung Tausendundeine Nacht erschien. Auffällig ist die Ähnlichkeit zum Märchen Simeliberg (ATU 954) in der Sammlung der Kinder- und Hausmärchen der Brüder Grimm (KHM 142), in dem es heißt: „Berg Semsi, Berg Semsi, tu dich auf.“

- Mutabor, lateinisch „ich werde verwandelt werden“, ist das zentrale Zauberwort im Märchen Die Geschichte von Kalif Storch (1826) von Wilhelm Hauff.

- Simsalabim: Der Duden gibt an, dass die Herkunft des Spruches ungeklärt ist, möglicherweise aber auf das lateinische similia similibus („Gleiches mit Gleichem“, siehe auch Analogiezauber und Homöopathie) zurückzuführen ist. Der deutsche Zauberer Kalanag behauptete in den 1940er Jahren, das Wort erfunden zu haben, Sim Sala Bim war jedoch Zauberspruch und Markenzeichen des dänisch-amerikanischen Zauberkünstlers Harry August Jansen (bekannt als Dante the Magician), dessen gleichnamige Revue 1940 am Broadway Premiere hatte. Dante sagte in einem Magazinbericht, er habe den Namen für seine Show 1922 gewählt, angeregt durch ein altes Kinderlied, die dänische Fassung von Auf einem Baum ein Kuckuck (dänisch Højt på en gren en krage) mit dem Refrain Sim sa la bim, bam ba, sa la du, sa la dim.[18]

- Bibbidi-Bobbidi-Boo, wurde von der guten Fee in dem Disney-Film Cinderella (1950) verwendet.

- Salmei, Dalmei, Adomei und Schampampurasch sind die beiden Zaubersprüche von Catweazle, der Titelfigur einer populären Fernsehserie der 1970er Jahre und deren Neuverfilmung von 2021, wobei Schampampurasch an Schemhamphorasch, den geheimen Namen Gottes in der jüdischen Überlieferung, angelehnt ist.

- Bibi Blocksberg hext seit 1980 mit eene meene (neben seltener Aberakadabera und einmal am dam dei) und der Schlussformel hex hex.

- Die Harry-Potter-Romane von Joanne K. Rowling enthaltene zahlreiche pseudolateinische Zaubersprüche und -formeln, am bekanntesten wohl der Todesfluch Avada Kedavra (siehe die Liste der Zaubersprüche und Flüche der Harry-Potter-Romane).